# Tibetaanse kinderdorpen

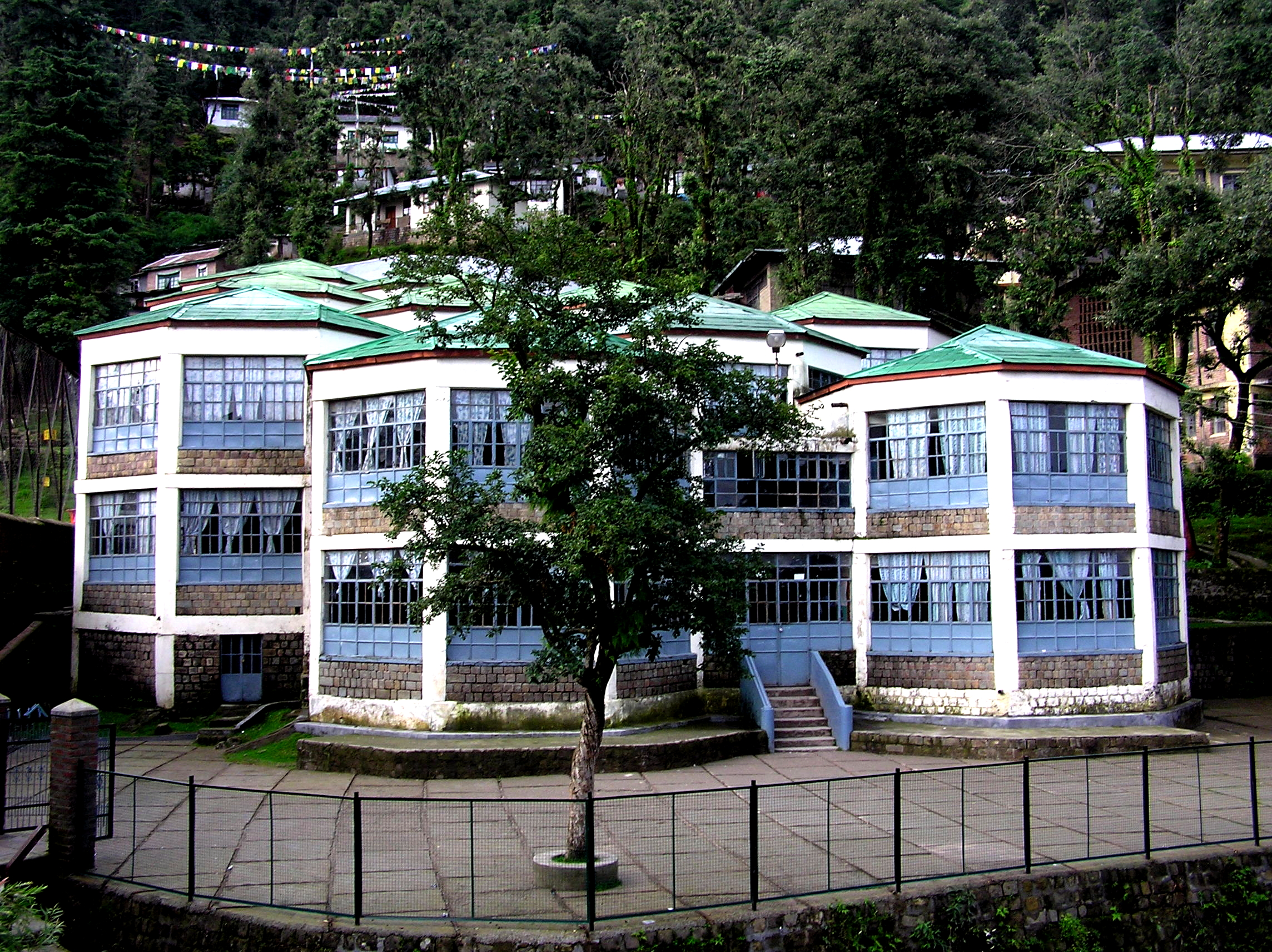
Tibetaans kinderdorp McLeod Ganj

Tibetaanse kinderdorpen (Engels: Tibetan Children's Villages of TCV) is een Tibetaanse niet-gouvernementele organisatie die in juni 1964 werd opgericht in McLeod Ganj, nabij Dharamsala in het noorden van India.
De organisatie sticht en beheert gemeenschappen van Tibetaanse kinderen in ballingschap die verweesd zijn of van hun ouders gescheiden leven. De organisatie werkt zonder winstoogmerk en geeft zorg en onderwijs aan bijna 17.000 kinderen. De organisatie stelt zich ten doel zorg en onderwijs te geven aan jeugdige Tibetaanse vluchtelingen zodat deze kinderen zich kunnen ontwikkelen tot goede leden van de Tibetaanse gemeenschap en tot goede wereldburgers. 
Jetsün Pema, de zus van Tenzin Gyatso (de huidige dalai lama) was de voorzitter van TCV vanaf de oprichting in 1964 tot augustus 2006. Zij werd opgevolgd door de heer Tsewang Yeshi. 